# 에르타 알레산
에르타 알레산(Erta Ale, 아파르어: Irta'ale ‘연기의 산’, 암하라어: ኤርታሌ)은 에티오피아 서부에 있는 활화산이다.
이 화산은 용암호를 품고 있는데, 용암호의 규모는 니라공고 산 보다는 작지만 큰 편에 속한다. 정상은 해발 613m이며, 해발고도가 낮은 편이다. 세계에서 가장 오랫동안 분출하고 있는 화산이라고 한다. 이 화산은 대부분 스트롬볼리식 분화를 하며, 용암호에 있던 암석판이 갈라지면서 용암 분수를 분출한다. 정상에 두 개의 분화구가 있고, 그 중 하나의 화구에 용암호가 위치해 있다.

## 분화
에르타 알레 산이 1873년, 1904년, 1906년, 1940년, 1960년, 1967년에 분화하였다는 기록이 있다. 2005년에도 분화하였는데, 주변 주민 수천 명이 미리 피난하였기 때문에 인명피해가 없었다. 2007년에 폭발하였을 때엔 두 명이 실종되었다.

## 사진

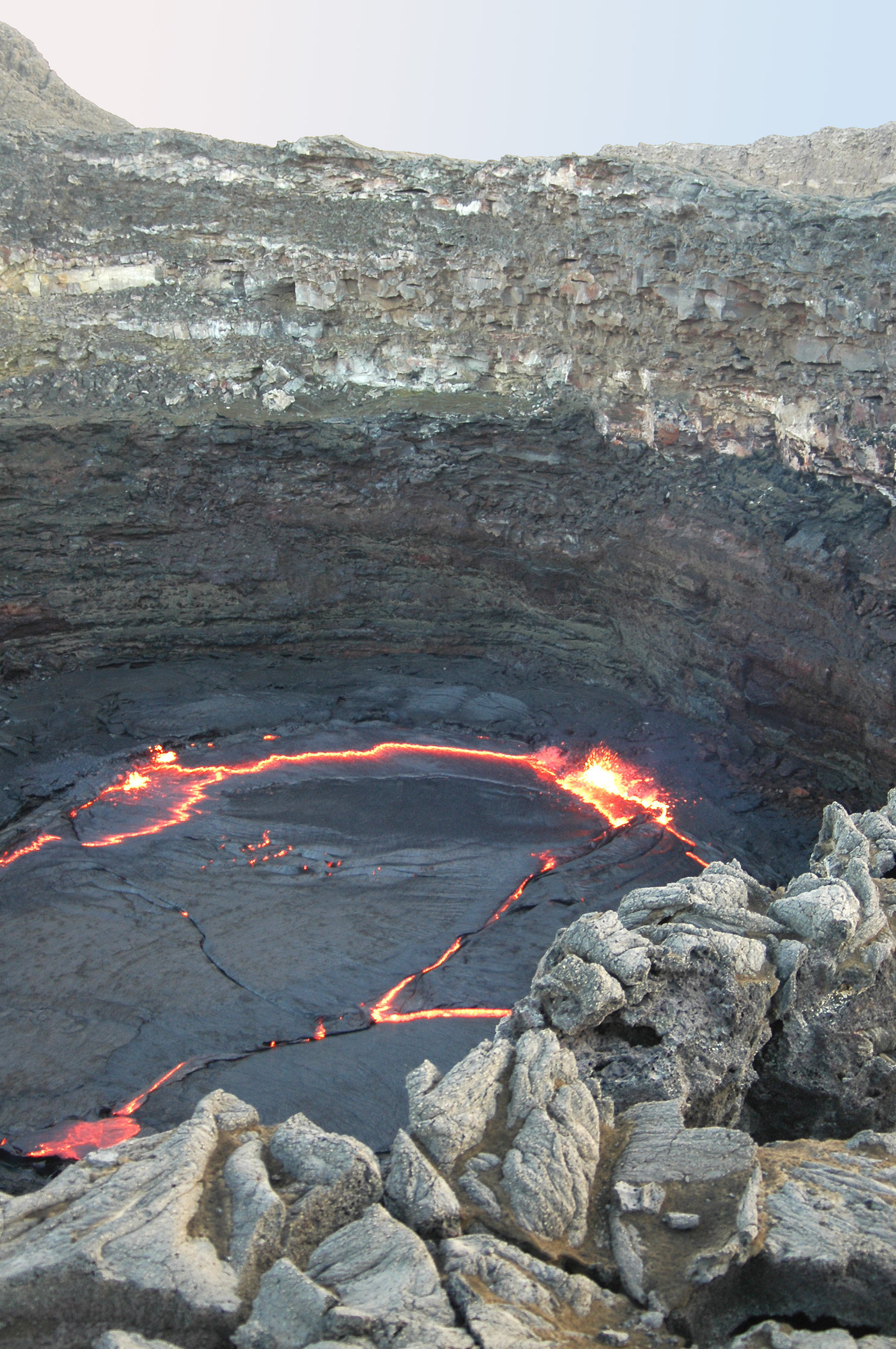
에르타 알레 산의 용암호수
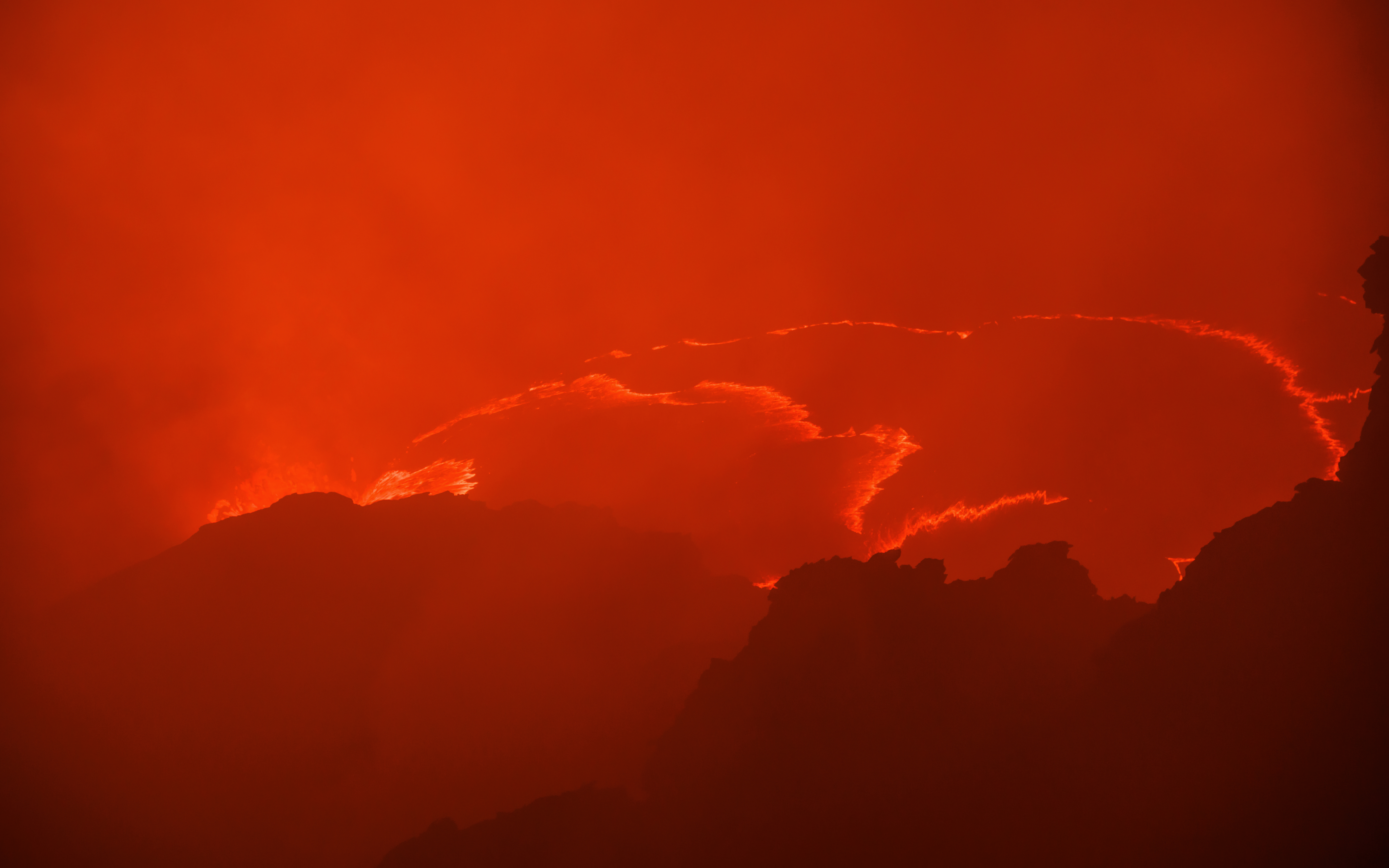
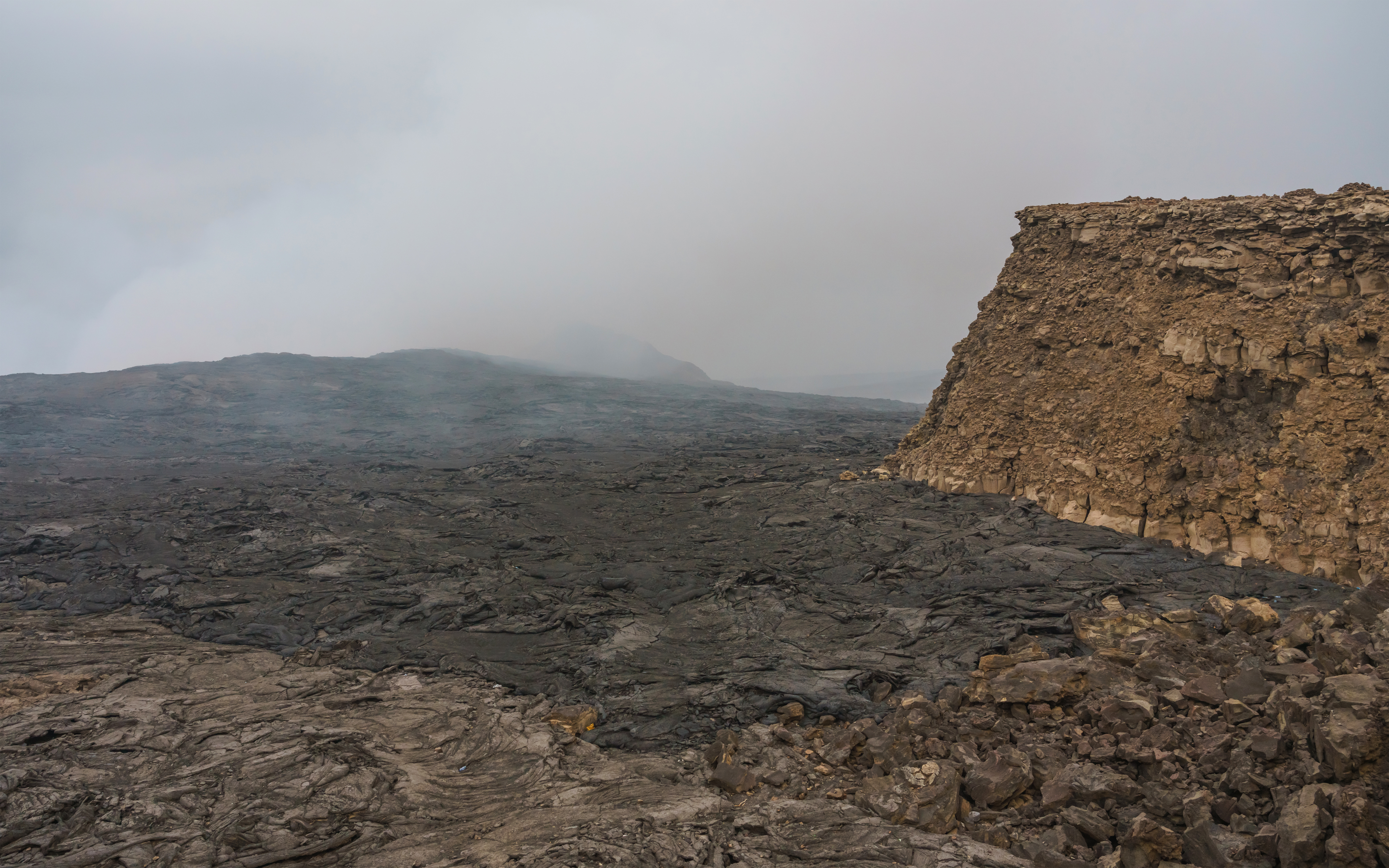
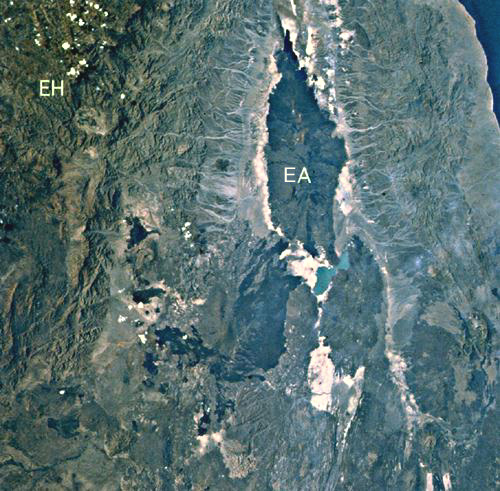
우주에서 본 에르타 알레 산과 에티오피아 고원